# Disinformation
Disinformation è l'album di debutto dei Sinplus, pubblicato nel 2012.
L'album contiene undici brani tra i quali Unbreakable, il brano che ha rappresentato la Svizzera all'Eurovision Song Contest 2012.

## Tracce
Tutti i brani hanno come autori Ivan e Gabriel Broggini.
1. Roll the dice – 3:40
2. Unbreakable – 3:06
3. There's fire – 3:42
4. Turn on the lights – 3:22
5. Get off – 3:23
6. The only one – 3:57
7. Whatever I've missed it's gone – 3:57
8. Do you wanna dance – 3:01
9. You got a nomination – 3:40
10. Scared – 3:05
11. Disinformation – 3:10